# George Ebrecht
George Christoph Heinrich Ebrecht, född 24 juli 1895 i Hamburg, död 26 januari 1977 i Lindau, var en tysk SS-Gruppenführer och generallöjtnant i polisen. Han var 1941–1944 ställföreträdande Högre SS- och polischef i ämbetsområdet Nordost med tjänstesäte i Königsberg.

## Biografi
Ebrecht stred som krigsfrivillig i första världskriget. Efter kriget gick han i lära hos målaren Otto Modersohn. Mellan 1920 och 1924 var Ebrecht medlem i olika frikårer. Han gick med i Nationalsocialistiska tyska arbetarepartiet (NSDAP) 1922 men lämnade det efter den misslyckade ölkällarkuppen i november 1923. Därefter reste han i Japan, Indien och Afrika. Från 1926 till 1931 innehade han en sisalplantage i Östafrika.
Ebrecht inträdde i Schutzstaffel (SS) 1935 och var grundade medlem av Ahnenerbe, en organisatorisk del av SS med syfte att bedriva antropologisk och kulturell forskning om de germanska folkens ursprung. Under de nästkommande tre åren var han även verksam vid Centralbyrån för ras och bosättning (RuSHA).

### Andra världskriget
Efter att ha varit befälhavare för SS-Abschnitt i Halle och Danzig blev Ebrecht chef för Selbstschutz i Westpreussen. Inom ramen för Tredje rikets så kallade eutanasiprogram beordrade Ebrecht att omkring 1 400 psykiskt funktionshindrade i  anstalter i Pommern skulle mördas. De arkebuserades i ett skogsområde i närheten av byn Piaśnica. Från december 1941 till december 1944 var Ebrecht ställföreträdare åt Hans-Adolf Prützmann, som var Högre SS- och polischef i ämbetsområdet Nordost med tjänstesäte i Königsberg.

### Efter andra världskriget
I andra världskrigets slutskede greps Ebrecht och sattes i interneringslägret Dachau. Han flyttades till den sovjetiska ockupationszonen, varifrån han frisläpptes 1949. Under 1950-talet tillhörde han det nynazistiska Sozialistische Reichspartei och, efter det att partiet förbjudits, Deutsche Reichspartei. Under 1960-talet var han bland annat involverad i Nationella fronten.